# Lajos Werkner

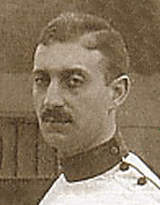
Lajos Werkner (zwischen 1908 und 1912)

Lajos Werkner [ˈlɒjoʃ ˈvɛrknɛr] (* 23. Oktober 1883 in Budapest; † 12. November 1943 ebenda) war ein ungarischer Fechter.
Er gewann bei den Olympischen Sommerspielen 1908 und 1912 mit der ungarischen Mannschaft die Goldmedaille im Säbelfechten. Im Einzelwettbewerb belegte er die Plätze 6 (1908) und 7 (1912).